# Kumho Tire
Kumho Tire Co., Inc., precedentemente conosciuta come Samyang Tire, è un'azienda internazionale di produzione di pneumatici sudcoreana. 

## Attività
Conglomerato chaebol industriale, Kumho Tire ha 11.000 dipendenti in grado di produrre e commercializzare una vasta gamma di gomme con i marchi Kumho e Marshal.
Kumho Tire ha tre fabbriche in Corea del Sud: l'impianto di Pyeongtaek, l'impianto di Gokseong e quello di Gwangju, che include il centro di ricerca e sviluppo Kumho. Ci sono altri tre impianti in Cina: l'impianto di Tianjin, quello di Gaoxin (a Nanjing) e quello di Changchun.  Ce n'è uno anche in Vietnam nella provincia di Binh Duong. Kumho Tire ha annunciato che a partire dal mese di agosto 2014 riprenderanno i lavori di costruzione dello stabilimento americano di Macon, Georgia. La struttura, che costerà 413 milioni di dollari, sarà completata nei primi mesi del 2016 e creerà 450 posti di lavoro.
Kumho Tire esporta gomme in più di 180 paesi attraverso una rete globale di vendite.
Ha quattro centri di ricerca e sviluppo, con il maggiore che è quello già citato di Gwangju, in Corea del Sud. Gli altri tre si trovano ad Akron, in Ohio (Stati Uniti) , a Tianjin (Cina) e a Mörfelden-Walldorf  (Germania). Quest'ultimo, noto come Centro Tecnico Europeo Kumho (KETC), ha il compito di sviluppare nuovi prodotti per il mercato europeo con una particolare attenzione ai primi equipaggiamenti.
Kumho Tyre (UK) Ltd (una filiale di Kumho Tire Co., Inc.) fu creata nel 1977. Le funzioni amministrative sono basate a Londra, mentre il dipartimento di marketing ha sede a Birmingham.
Nel 2011, la Central Television cinese (CCTV) ha scoperto che c'erano irregolarità pesanti nel processo di produzione di pneumatici della Kumho Tire, in quanto riutilizzava diversi mix di processi di produzione, non in accordo con i suoi standard di produzione. Nel pomeriggio del 21 marzo 2011, il presidente di Kumho Tire (Kim Jong-Ho) e il presidente di Kumho Tire Cina (Li Hanxie) fecero una dichiarazione ufficiale di scuse attraverso CCTV e annunciarono il ritiro di tutti i prodotti illegali.
Il 15 febbraio 2014 Kumho Tire e Yokohama Rubber Company hanno siglato un accordo di alleanza tecnologica. Tramite questa alleanza, le due società mirano ad aumentare la propria competitività nel mercato internazionale condividendo alcune licenze e le risorse di R&S per la progettazione dei propri prodotti.
Nel luglio 2018, la società cinese Doublestar ha concluso un accordo per l'acquisizione di Kumho Tire dal gruppo Kumho Asiana, con un accordo da 607 milioni di dollari, dando a Doublestar una quota del 45% e il controllo dell'azienda.

## Sponsorizzazioni
Nel 2007, Kumho divenne un Platinum Partner del Manchester United. L'azienda è segnalata come uno sponsor ufficiale del club. Insieme alla squadra della Premier League, Kumho lanciò la campagna "Play Safer", nata per incrementare nei giovani la consapevolezza della sicurezza stradale. Dal 2012 la compagnia è fornitore monomarca del campionato Auto Gp 2014  e sponsorizza anche altri eventi motoristici come ad esempio le gare della Formula 3.
Dal 2008 Kumho Tire sponsorizza il team Lampre-Merida, squadra maschile italiana di ciclismo su strada.
Durante le stagioni 2011-2012 e 2012-2013 del campionato di Serie A e Serie B Kumho Tire ha sponsorizzato i campi di Parma, Roma, Bergamo, Firenze, Novara e Bari.
Il 13 febbraio 2014, Darren Rovell di ESPN annunciò sulla sua pagina Twitter che Kumho sarebbe diventata la gomma ufficiale dell'NBA.

## Associazioni
Daehan Tire dal 1991.